# Phân khoa đại học

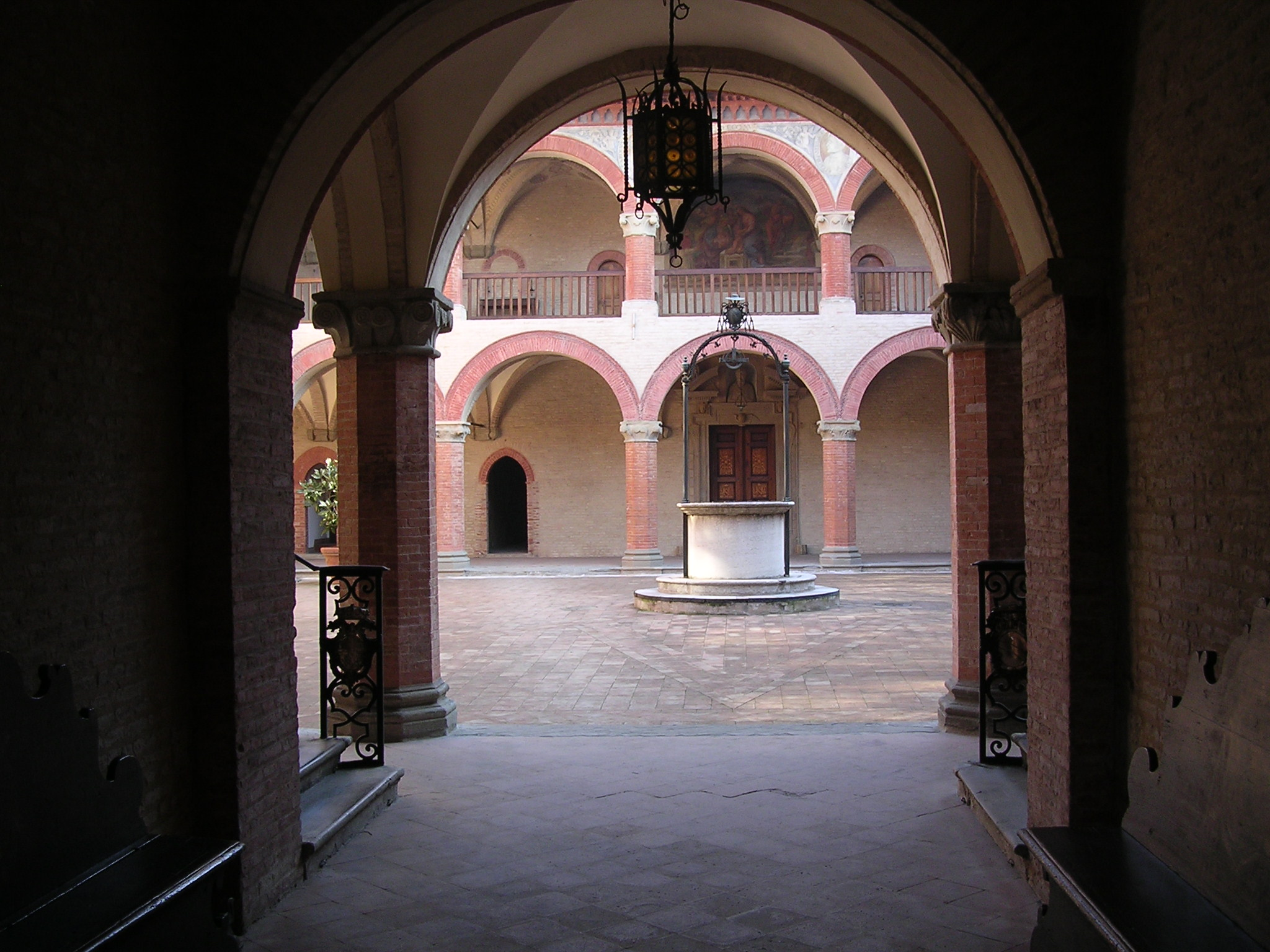
Kiến trúc bên trong một trường đại học thuộc Viện Đại học Bologna ở Ý.

Phân khoa đại học (tiếng Anh: faculty), gọi tắt là phân khoa, là một đơn vị thành viên của một viện đại học chuyên về một lĩnh vực học thuật hay một số các lĩnh vực liên quan với nhau. Như vậy, phân khoa tương đương với một trường đại học đơn ngành theo mô hình phân tán ngành học. Dưới phân khoa là các khoa (tiếng Anh: department; trước 1975 ở miền Nam Việt Nam gọi là ban). Ở một số viện đại học, dưới một số phân khoa còn có thể là "trường" (school).
Ở Hoa Kỳ, những đơn vị thành viên như vậy thường được gọi là college (trường đại học), chẳng hạn college of arts and sciences (trường đại học khai phóng và khoa học), hay school (trường), chẳng hạn school of business (trường kinh doanh); nhưng cũng có thể dùng lẫn lộn, chẳng hạn Viện Đại học Harvard có faculty of arts and sciences (phân khoa khai phóng và khoa học) nhưng cũng có school of law (trường luật).
Thời Trung cổ, Viện Đại học Bologna, cơ sở giáo dục đại học được lấy làm hình mẫu cho hầu hết các viện đại học sau đó ở châu Âu, có bốn phân khoa đại học: Thần học, Luật, Y khoa, và Khai phóng. Phân khoa Khai phóng (Faculty of Arts) giảng dạy các ngành khai phóng (liberal arts). Con số các phân khoa ở các viện đại học hiện đại thường nhiều hơn, ngoài bốn phân khoa truyền thống vừa nói còn có phân khoa trong các lĩnh vực như kỹ thuật, nông nghiệp, v.v...